# Lukáš Bech
Lukáš Bech, auch Lukas Blech (* 27. November 1972 in Prag) ist ein tschechischer Schauspieler.

## Leben
Bech wirkte bereits in sehr jungen Jahren in verschiedenen Fernsehproduktionen in Nebenrollen mit. So z. B. in Luzie, der Schrecken der Straße. Sein Durchbruch gelang ihm 1983 in der Rolle des Ferdinand Trenkel in Der fliegende Ferdinand, die ihn auch international bekannt machte. Danach erhielt er eine weitere Hauptrolle in dem Film Der Zauberrabe. 
Bech setzte später seine Karriere als Schauspieler fort, so wirkte er 2017 in der Fernsehproduktion Rübezahls Schatz mit.

## Filmografie (Auswahl)
- 1979: Brontosaurus
- 1980: Luzie, der Schrecken der Straße (Lucie, postrach ulice, Fernsehserie, 2 Folgen)
- 1980: Geschichte der Wände (Panelstory aneb Jak se rodí sídliste)
- 1981: Blumengarten für Kinder (Zahrada deti)
- 1981: Ein Klecks ins Märchen (Kanka do pohádky)
- 1982: Das Schäfchenzählen (Pocítání ovecek)
- 1982: Ein schönes Wochenende (Zelená vlna)
- 1984: Der fliegende Ferdinand (Létající Čestmír, Fernsehsechsteiler)
- 1984: Der Zauberrabe Rumburak (Rumburak)
- 1984: Die Besucher (Návstevníci, Fernsehserie, 4 Folgen)
- 2005: Brothers Grimm
- 2017: Charité (Fernseh-Sechsteiler)
- 2017: Rübezahls Schatz
- 2019: Schneewittchen und der Zauber der Zwerge
- 2020: Narziss und Goldmund
- 2020: Spy City
- 2024: Märchenperlen: Dornröschen und der Fluch der siebten Fee (Fernsehreihe)